# Pohansko
Pohansko är ett slott i Tjeckien.   Det ligger i regionen Södra Mähren, i den sydöstra delen av landet, 240 km sydost om huvudstaden Prag. Pohansko ligger 156 meter över havet.